# Esmée Dentersová
Esméé Dentersová (* 28. září 1988 Arnhem) je nizozemská zpěvačka a skladatelka pop music.
Po střední škole studovala sociální práci na HAN University of Applied Sciences. V srpnu 2006 založila vlastní kanál YouTube, kde prezentovala své coververze světových hitů. Vysoká sledovanost těchto klipů odstartovala její profesionální pěveckou kariéru, takže studium nedokončila. V roce 2007 uzavřela smlouvu s americkou nahrávací společností Tennman Records a zúčastnila se evropského turné Justina Timberlakea FutureSex/LoveShow. Koncertovala také s Enriquem Iglesiasem, Ne-Yo a skupinou Honor Society a vystoupila v televizní Oprah show.
V roce 2009 vydala album Outta Here, které se dostalo na pátou příčku hitparády MegaCharts. Získala cenu TMF Awards, European Border Breakers Award a nizozemskou MTV Europe Music Awards. Se skupinou Stanfour nahrála skladbu „Life Without You“. Pak její kariéra v showbyznysu začala stagnovat a musela si najít práci v obchodě s jogurtem. V roce 2015 se zúčastnila soutěže The Voice UK, kde vypadla v základním kole. Ve vlastní produkci vydala Dentersová extended plays These Days (2017) a Past, Present, Future (2020).